# Хвыля-Олинтер, Андрей Игоревич
Андре́й И́горевич Хвы́ля-Оли́нтер (13 марта 1944, Омск) — советский и российский учёный-криминалист, полковник внутренней службы МВД в отставке, разработчик математического, инфологического и правового обеспечения автоматизированных информационных систем различного назначения, кандидат юридических наук; теолог, публицист, священнослужитель Русской Православной Церкви Московского Патриархата.

## Биография
Родился 13 марта 1944 года в Омске во время эвакуации матери из Москвы в период Великой Отечественной войны.
Основное место проживания с 1945 года — Москва. Дед: Андрей Хвыля (19/31.08.1898 — 08.02.1938), украинский революционер, из боротьбистов (украинских левых эсеров), перешедших к большевикам, в 1929 году заведующий отделом агитации и пропаганды ЦК КПУ, с 1933 по 1936 гг. 1-й заместитель народного комиссара просвещения Украинской ССР, в 1936—1937 гг. начальник Управления по делам искусств при СНК Украинской ССР, расстрелян как враг народа, полностью реабилитирован 22 сентября 1956 г.. Отец: Хвыля-Олинтер Игорь Андреевич (07.12.1921 — 23.08.2011), член Союза художников Москвы, России и Международной Федерации художников Юнеско. Мать: Хвыля Вера Федоровна (10.08. 1923 — 19.09.1998), домохозяйка. Женат, имеет сына и дочь.
С 1962 по 1967 год учился на Радиофизическом факультете Московского энергетического института. Окончил Московский институт радиотехники, электроники и автоматики (1975 г.). Кандидат юридических наук (1996 г.) Окончил Белгородскую Православную Духовную семинарию (с миссионерской направленностью) в 2006 году. Действительный член Всемирной Академии Наук Комплексной Безопасности с февраля 2009 г.
Начал трудовую деятельность в 1959 г. в должности лаборанта в Московском научно-исследовательском телевизионном институте. Затем работал старшим лаборантом в Центральном морском НИИ, участвовал в создании специализированных электронно-вычислительных систем. Служил в Советской Армии с 1967 по 1969 гг., обслуживал автоматизированные системы управления вертолётов. С 1970 по 2000 гг. работал на научных и руководящих должностях в Главном информационном центре МВД России. Курировал направления совершенствования и поддержки розыскных и криминалистических учётов, создания автоматизированных информационно-поисковых систем, включая общероссийские дактилоскопические и аналогичные системы, нес персональную ответственность за выполнение вышеперечисленных задач. Непосредственно разрабатывал математическое, информационное, лингвистическое и правовое обеспечение централизованных автоматизированных информационных систем криминалистического назначения. Напрямую участвовал в информационном криминалистическом взаимодействии с правоохранительными органами федерального и регионального уровней России и бывшего СССР, а также со многими зарубежными правоохранительными структурами. В 2000 году ушёл в отставку по выслуге лет с должности заместителя начальника центра и в звании полковник внутренней службы. Получил звание «Ветеран труда» в 2004 г.
С 2000 года служит в Русской Православной Церкви. Диакон с 2002 по 2004 гг. Священник с 2004 г. Протоиерей с 2009 г. (Указ Святейшего Патриарха Московского и всея Руси). С 2002 по 2012 гг. был проректором по научной работе Белгородской Православной Духовной семинарии (с миссионерской направленностью), преподавал в должности доцента Белгородского Государственного университета и был руководителем сектора Синодального миссионерского отдела Русской Православной Церкви. С 2010 по 2012 гг. член Общественной палаты Белгородской области и Экспертного совета при Управлении Министерства юстиции Российской Федерации по Белгородской области. В период с 1996 по 2011 гг. принимал участие (в составе рабочих групп) в разработке ряда федеральных и региональных законов, имеющих отношение к духовно-религиозной безопасности. В частности, был Ответственным секретарем Комиссии по духовной безопасности Экспертного совета по национальной, миграционной политике и взаимодействию с религиозными объединениями при полномочном представителе Президента Российской Федерации в Центральном федеральном округе, входил в рабочие группы по подготовке проекта Федерального закона «О свободе совести и о религиозных организациях» (1996—1997 гг.), Концепции миссионерской деятельности Русской Православной Церкви, а также проекта Федерального закона «Социальное партнёрство государства и религиозных организаций» (2009 г.).
С 2012 г. заместитель Заведующего сектором МВД Синодального отдела Московского Патриархата по взаимодействию с Вооружёнными силами и Правоохранительными органами. С 2012 г. доцент Академии управления МВД России и доцент Православного Свято-Тихоновского гуманитарного университета (в Центре духовного образования военнослужащих).

## Увлечения и общественная деятельность
Со школьного возраста активно занимался общественной работой, в основном художником-оформителем, редактором и автором публикаций стенной печати и различных стендов, был постоянным участником институтских и ведомственных художественных выставок, а также художественных и литературных конкурсов. Увлекался фотографией, художественно-декоративными и ювелирными самоделками, литературным творчеством. В летние периоды трудился в студенческих строительных отрядах. Активно занимался пешим, лыжным и байдарочным туризмом. Несколько месяцев провел в геологической экспедиции на крайнем севере европейской части России — Тиманском кряже. Занимался различными видами спорта: борьбой самбо, боевым единоборством, регби, парашютизмом, фехтованием на рапирах. По военно-патриотической тематике много лет работал в Комитетах ДОСААФ ГИЦ МВД СССР и МВД СССР. Ездил в 1994 г. в паломническую поездку в Палестину на Пасху и многие годы регулярно по различным монастырям России. Неоднократно бывал в миссионерских поездках в разных регионах России от европейской части до Сахалина. В 2002—2003 гг. в составе творческой группы из трёх специалистов участвовал во всероссийском архитектурно-художественном конкурсе на лучший проект надгробия над мощами Святителя Николая Чудотворца в г. Бари. Проект вошёл в число победителей.

## Научное творчество
Хвыля-Олинтер Андрей Игоревич — специалист в области разработки и оптимизации программно-математического, инфологического и правового обеспечения, а также эксплуатации экспертных автоматизированных информационных систем, систем автоматизированной классификации и распознавания криминалистических объектов и экспертного информационного обеспечения раскрытия и расследования преступлений, экспертных систем классификации и распознавания религиозных деструктивных культов, в области проблем духовно-религиозной безопасности.
При создании реальных экспертных криминалистических систем (АДИС, АИПС Сейф, Антиквариат, Опознание, Оружие, Досье и т. п.) в целях оптимизации криминалистических описаний способа совершения преступлений (Modus operandi) и поисковых признаков, предназначенных для построения баз данных автоматизированных информационно-поисковых систем технико-криминалистического назначения, модифицировал и внедрил алгоритмы обработки изображений и звуковых сигналов (в частности, методы эквализации). Это позволило качественно улучшить инфологические модели объектов криминалистического учёта. Имеет три патента и авторское свидетельство на изобретения. Защитил кандидатскую диссертацию на тему: «Использование криминалистической характеристики преступлений в автоматизированных информационно-поисковых системах технико-криминалистического назначения». (Специальность: 12.00.09 — уголовный процесс, криминалистика, теория оперативно-розыскной деятельности.)
Хвыля-Олинтер А. И. вошёл в число учёных, которыми впервые в МВД (да и в стране в целом) была эффективно решена чрезвычайно сложная и наукоемкая проблема — автоматизация процесса дактилоскопической идентификации и безошибочного поиска информации в огромных массивах дактилоскопических картотек МВД СССР, что явилось весомым вкладом в развитие дактилоскопии и, как следствие, борьбы с преступностью. Были созданы автоматизированные дактилоскопические системы, позволившие хранить дактилокарты и прочую информацию оперативного учёта в электронном виде, а также алгоритмы поиска и индексирования (кодирования) папиллярных узоров. По сложности эти задачи были сопоставимы с изготовлением систем обработки космических снимков.
С 2000 года Хвыля-Олинтер А. И. на методологической междисциплинарной основе (на стыке криминалистики и религиоведения) занимается проблемами духовно-религиозной безопасности и деструктивных культов в России. Основное направление научных исследований в этот период — духовная безопасность и духовное здоровье человека, семьи, общества, как один из важнейших факторов национальной безопасности России, обеспечивающий реальную свободу совести. Хвыля-Олинтер А. И. внёс вклад в теорию и практику построения и оптимизации пространства признаков, автоматизированного описания и сравнения различных объектов криминалистического (деструктивные культы), религиоведческого и теологического характера.
В настоящее время Хвыля-Олинтер А. И. изучает и разрабатывает для решения религиоведческих, теологических, политологических и криминологических задач: методологию, математические, религиоведческие и теологические способы и системы описания и классификации религиозных культов (в первую очередь — деструктивных); структуры, метрики и базисы духовно-религиозных пространств. Предложил систему религиоведческих и иных критериев криминологических и криминалистических характеристик религиозной среды и отдельных культов. Исследует проблемы обеспечения криминологической безопасности личности от влияния таких общественно опасных религиозных объединений, которые проявляют религиозный экстремизм. Большое внимание уделяет разработке принципов противодействия деятельности деструктивных сект.
Работы А. И. Хвыли-Олинтера по данному направлению имеют научную значимость и активно используются религиоведами, сектоведами, криминалистами, юристами, философами, социологами, политологами, историками, психиатрами, культурологами, педагогами.
Критика.
Хвыля-Олинтер А. И. опубликовал более девяноста работ, включая монографии, учебники, учебно-методические фильмы (киностудия МВД России и другие киностудии), справочники и методические пособия по духовно-религиозной безопасности, теологии, религиоведению, православной культуре.
Книги А. И. Хвыли-Олинтера «Религиоведение», «Духовно-религиозные основания национальной безопасности России: для служащих органов исполнительной власти Российской Федерации» рекомендованы Министерством внутренних дел Российской Федерации в качестве учебных пособий для курсантов и слушателей образовательных учреждений МВД России по специальностям 030501.65 — Юриспруденция, 030505.51 — Правоохранительная деятельность, включены в учебные программы вузов страны. Также в учебные программы вузов по курсам история религий, религиоведение, новые религиозные движения и пр. включены и многие другие работы А. И. Хвыли-Олинтера.
Хвыля-Олинтер А. И. разработал и внедрил в практику учебно-просветительский курс «Духовные основы национальной безопасности России» для государственных служащих Российской Федерации. В ходе обучения особый акцент делается на раскрытие состояния духовной безопасности в различных религиозных, мировоззренческих, нравственных, идеологических и правовых системах по их подлинным материалам (документам, книгам и т. п.). Также показывается влияние духовности на нравственность, правосознание и на другие составляющие, формирующие образ жизни и взгляды человека. Занятия по программе укрепления духовной безопасности реализуются в рамках служебной подготовки, курсов по повышению квалификации, при переподготовке руководящих кадров, включенных в федеральный резерв, а также на Высших академических курсах (ВАК).
При реализации подобных мероприятий также осуществляются поездки в епархии Русской Православной Церкви (Биробиджанскую, Костромскую, Саратовскую, Харьковскую, Челябинскую и иные). Особая программа была реализована в Белгородской области (2010—2011 гг.) — в ходе серии пятичасовых семинаров обучено примерно 1500 чиновников администраций и преподавателей учебных заведений Белгородской области. Указанная программа осуществлялась совместно с администрацией Белгородской области.

## Реакция общественности
В целом патриотически настроенная часть активной российской общественности воспринимает деятельность Хвыли-Олинтера А. И. положительно. Об этом свидетельствуют многочисленные позитивные отзывы, особенно в православных источниках. Его часто приглашают на научно-практические конференции (см. Дополнительный список публикаций), публичные выступления, лекции, дискуссии по темам духовной безопасности и духовного здоровья, деструктивных культов, по различным религиоведческим вопросам.
Однако определённые социальные слои отнеслись к идее духовной безопасности крайне негативно. Особенно энергично возражают представители леволиберальных общественных организаций, а также члены некоторых новых религиозных объединений и сатанистских культов.
Среди наиболее ярких протестов можно указать:
1. Скандально и широко известный суд: полковнику внутренней службы, заместителю начальника Центра криминальной информации Главного информационного центра МВД России, кандидату юридических наук Хвыле-Олинтеру А. И., как гражданскому лицу, было предъявлено исковое заявление (от 04.03.97г.) от Центра Обществ Сознания Кришны в России (ЦОСКР), в котором имелись две части. Претензии выдвигались к двум высказываниям книги: Хвыля-Олинтер А. И., Лукьянов С. А. Опасные тоталитарные формы религиозных сект. — М.: Изд-во Свято-Владимирского братства, 1996.
Одновременно в Суде проходило слушание по исковому заявлению комитета, возглавляемого гражданином Глебом Якуниным, и некоторых религиозных культов к А. Л. Дворкину, доктору философии, кандидату богословия, руководителю Центра Иринея Лионского (первое заседание суда было 03.04.97 г).
Конкретно по исковому заявлению ЦОСКР претензии были предъявлены по поводу двух фраз:
1) «Ряд даже внешне респектабельных сект, например… кришнаиты… имеют в своих программных документах положения о необходимости нейтрализации и уничтожения людей, несогласных с их учением».
2) «Кришнаиты убивают своих взбунтовавшихся сектантов выстрелом в голову или топят».
В ходе судебного разбирательства представители ЦОСКР были вынуждены отвести свою первую претензию.
По второй фразе было принято мировое соглашение, так как Хвыля-Олинтер А. И. действительно использовал необоснованное расширение реально произошедших событий, в которых участвовали отдельные представители МОСК на как бы всех кришнаитов. Ход суда широко обсуждался в СМИ.
2. В начале 2010 года в властями Белгородской области были разработаны и приняты «Мероприятия по обеспечению духовной безопасности в Белгородской области на 2010 год». Ссылаясь на этот документ, начальник управления потребительского рынка мэрии Белгорода Владимир Шатило письменно просил не выделять площадок для концертов музыки в стиле хеви-метал. В передаче Центральное телевидение ведущий предположил что на действия властей значительным образом повлияла книга А. И. Хвыли-Олинтера «Духовная безопасность и духовное здоровье человека, семьи, общества». Также резонанс получили меры по недопущению празднования дня святого Валентина в подведомственных Белгородской области учреждениях. Протоиерей Владимир Вигилянский затруднился прокомментировать правомочность этих решений, заявив, тем не менее, о бесспорности коммерческой природы этого праздника. По мнению самого Хвыли-Олинтера реакция на подобные действия является тщательно организованным шквалом протестов против попытки противодействия пропаганде насилия, сатанизма, разврата, колдовства.

## Награды
Светские (государственные и ведомственные) награды
1. Медаль «За безупречную службу» III-ей степени, 05 октября 1979 г. Приказ № 440 л/с.
2. Медаль «За безупречную службу» II-ой степени, 11 октября 1984 г. Приказ № 497 л/с.
3. Медаль «Ветеран труда», 22 октября 1986 г., Приказ № 406 л/с.
4. Почётный знак ДОСААФ, 10 марта 1987 г., награждён Центральным комитетом ДОСААФ СССР.[нагр 1]
5. Медаль «За безупречную службу» I-ой степени, 05 октября 1989 г. Приказ № 411 л/с.
6. Нагрудный знак «За отличную службу в МВД»[нагр 2], 17 сентября 1993 г. Приказ № 782 л/с.
7. Медаль «В память 850-летия Москвы», 26 февраля 1997 г. № 0748655.
8. Медаль «За отличие в охране общественного порядка», 4 ноября 1998 г., № 10118.
9. Медаль «200 лет МВД России», 5 июня 2002 г. № 542.
10. Орден «За заслуги», 9 ноября 2010 г. № 452. Решение Президиума Совета ветеранов МВД России.[нагр 3]
11. Медаль «За активную работу по патриотическому воспитанию». Решение Президиума Российского совета ветеранов ОВД и ВВ от 23 сентября 2013 г. № 2434
12. Медаль «Памятная медаль Информационных подразделений МВД России». МВД Российской Федерации, решение от 05.09.2013 №5 «О вручении памятных медалей»

Церковные (общецерковные и богослужебно-иерархические) награды
1. Почётная грамота Центра реабилитации жертв нетрадиционных религий им. А. С. Хомякова 1 ноября 1998 г.
2. Орден Русской Православной Церкви Преподобного Сергия Радонежского III степени[нагр 4], 17 ноября 1999 г.
3. Памятный знак «Защитник отечества» («Благоверный великий князь Александр Невский») № 2386 общероссийского общественного движения «Россия Православная». Приказ по ООД «Россия Православная» № 16 от 07.03.2001 г.
4. Набедренник (Указ Управляющего Белгородской и Старооскольской епархией № 22/1 от 09.03.2004 г.).
5. Камилавка (Указ Управляющего Белгородской и Старооскольской епархией № 54 от 18.04.2005 г.).
6. Наперсный крест (Указ Управляющего Белгородской и Старооскольской епархией № 54 от 17.03.2008 г.).
7. Сан протоиерея (Указ Святейшего Патриарха Московского и всея Руси Кирилла № 178-У от 05.08.2009 г.)

Примечания
1. ↑  Почетный знак ДОСААФ СССР. Дата обращения: 30 июля 2013. Архивировано 27 февраля 2014 года.
2. ↑  Нагрудный знак «За отличную службу в МВД. Дата обращения: 31 июля 2013. Архивировано 14 августа 2013 года.
3. ↑  Орден «За заслуги» - высшая награда Российского Совета ветеранов Органов внутренних дел и внутренних войск. Дата обращения: 31 июля 2013. Архивировано 4 марта 2016 года.
4. ↑  Орден преподобного Сергия Радонежского 3 степени (образца после 2000 г.). Дата обращения: 11 августа 2013. Архивировано 24 октября 2013 года.

## Публикации

### Основные публикации по теме духовной безопасности
1. Хвыля-Олинтер А. И., Лукьянов С. А. Опасные тоталитарные формы религиозных сект. — М.: Изд-во Свято-Владимирского братства, 1996.
2. Хвыля-Олинтер А. И. Органы внутренних дел в борьбе против правонарушений нетрадиционных религиозных движений — тоталитарных сект. Сборник. Духовность. Правопорядок. Преступность. — М.: Главное управление кадров МВД России, 1996.
3. Хвыля-Олинтер А. И. Опасные формы нетрадиционных религиозных движений — сект. — М.: ГИЦ МВД России, 1997.
4. Хвыля-Олинтер А. И. Принципы борьбы с деятельностью деструктивных сект// Обозреватель-Observer № 7 1998.
5. Хвыля-Олинтер А. И. Специфика религиозных культов зла как источников преступности. //Популярно-правовой альманах МВД России, № 4, — М.: Издательство Объединённой редакции МВД России, 1999. — С.29-33.
6. Хвыля-Олинтер А. И. (в соавторстве) Новые религиозные объединения России деструктивного и оккультного характера. Справочник / Миссионерский отдел Московского Патриархата Русской Православной Церкви. Информационно-аналитический вестник № 1. — Изд-е 3-е, дополн. — Белгород, 2002.
7. Хвыля-Олинтер А. И. Некоторые особенности Корана, Шариата и мусульманских обрядов, используемые псевдоисламскими культами // Миссионерское обозрение, 2003, № 7 (93).
8. Хвыля-Олинтер А. И. Духовная безопасность и абсолютная система критериев сравнительной оценки вероучений. // Миссионерское обозрение. № 2.— Белгород: Миссионерский отдел Московского Патриархата Русской Православной Церкви, 2003. — С.11-18.
9. Хвыля-Олинтер А. И. Пособие для православных миссионеров, священнослужителей и мирян по религиозно-духовной безопасности (в четырёх частях). Методическое пособие для студентов-заочников БПДС. — Белгород, 2006.
10. Хвыля-Олинтер А. И., Шилишпанов Р. В. Некоторые аспекты генезиса и эволюции организации, культовой практики и проблем легитимности «Свидетелей Иеговы» в России // Научные ведомости БелГУ. Сер. Философско-теологические науки. — Белгород: БелГУ. — 2006. № 9(29), вып. 1.-С. 248—266.
11. Хвыля-Олинтер А. И., Кудин В. А., Лобанов К. Н. Религиоведение. Учебное пособие для высших учебных заведений Министерства внутренних дел Российской Федерации. (недоступная ссылка) — Белгород: ООНИ и РИД БелЮИ МВД России, 2007.
12. Хвыля-Олинтер А. И., свящ., к.ю.н. Духовная безопасность и духовное здоровье человека, семьи, общества. — М., «Даръ», 2008.[87]
13. Хвыля-Олинтер А. И., свящ., к.ю.н. Духовно-религиозные основания национальной безопасности России. (недоступная ссылка) — М., Академия управления МВД России, 2012.
14. Хвыля-Олинтер А. И. Роль духовности в формировании регионального солидарного общества. // Общественно-научный журнал «Белгородское солидарное общество». — № 1. — 2012. С. 90-104.
15. Хвыля-Олинтер А. И., Рябинин Д. А. Духовно-религиозные факторы национальной безопасности правового государства: Для служащих органов исполнительной власти, работников правоохранительных органов Российской Федерации. — М., Тровант, 2013.
16. С. С. Сулакшин, Е. С. Сазонова, А. И. Хвыля-Олингер. Государственная политика защиты нравственности и СМИ : рабочая книга для законодателя / С. С. Сулакшин, Е. С. Сазонова, А. И. Хвыля-Олингер. — Москва : Наука и политика, 2014. — 358, [1] с. : ил., табл.; 22 см; ISBN 978-5-906673-11-4
17. Хвыля-Олинтер А. И. Проблемы теории и практики расследования убийств, совершенных по религиозным мотивам : монография / Л. В. Бертовский, Д. А. Рябинин, А. И. Хвыля-Олинтер. — Москва : Юрлитинформ, 2022 (Москва). — 218, [2] с.; 21 см. — (Библиотека криминалиста : БК).; ISBN 978-5-4396-2355-6 : 3000 экз.

### Дополнительный список публикаций
1. Хвыля-Олинтер А. И. Математическая модель общих метрических и фотометрических свойств дактилоскопических отпечатков. Информационный бюллетень. — Вып.11. — М.: ГИЦ МВД СССР, 1990. — С.29-34.
2. Хвыля-Олинтер А. И. Математическая модель дактилоскопического изображения. Информационный бюллетень. — Вып.11. — М.: ГИЦ МВД СССР, 1990. — С.35-49.
3. Хвыля-Олинтер А. И. Применение серийных криминалистических АИС в учебном процессе. Сборник тезисов выступлений на межведомственной общесоюзной конференции "Криминалистическая техника: достижения науки и практики в учебный процесс. — Л.: ВЮЗШ МВД СССР, 1990. — С.33-34.
4. Хвыля-Олинтер А. И. Материальные следы неочевидных преступлений как источник информации для АИС. Информационный бюллетень. — Вып.14. — М.: ГИЦ МВД СССР, 1991. — С.37-47.
5. Хвыля-Олинтер А. И. Оптимизация качественных описаний свойств объектов исследования при автоматизации методик. Сборник тезисов статей научной конференции «Актуалии судебной экспертизы». — Вып.12-13. — Вильнюс, 1991. — С.81-82.
6. Хвыля-Олинтер А. И. и др. Развитие автоматизированных систем уголовной регистрации. Информационный бюллетень «Проблемы автоматизации криминалистических учетов и пути их решения». — М.: СКМ МВД РСФСР, 1991. — С.15-18.
7. Хвыля-Олинтер А. И. Правовое регулирование информационного обмена централизованных учетов с пользователем. Информационный бюллетень. — Вып.20. — М.: ГИЦ МВД России, 1993. — С.26-33.
8. Хвыля-Олинтер А. И. Проблемы информационно-семантического обеспечения в развитии централизованных банков криминальной информации органов внутренних дел. Информационный бюллетень. — Вып.20. — М.: ГИЦ МВД России, 1993. — С.33-41.
9. Хвыля-Олинтер А. И. Пути достижения адекватности отображения способа совершения преступлений в описании для АИПС технико-криминалистического назначения. Информационный бюллетень. — Вып.20. — М.: ГИЦ МВД России, 1993. — С.41-55.
10. Хвыля-Олинтер А. И. и др. Оценка практическими работниками правоохранительных органов состояния информационного обеспечения ОВД, роли и значения информационных центров в МВД России. Информационный бюллетень. — Вып.20. — М.: ГИЦ МВД России, 1993. — С.92-97.
11. Хвыля-Олинтер А. И. Использование криминалистической характеристики преступлений в автоматизированных информационно-поисковых системах технико-криминалистического назначения. Диссертация на соискание ученой степени кандидата юридических наук. — М.: ЮИ МВД России, 1995. — 225 с.
12. Хвыля-Олинтер А. И. Органы внутренних дел в борьбе против правонарушений нетрадиционных религиозных движений — тоталитарных сект // Духовность. Правопорядок. Преступность. Материалы научно-практической конференции, 28 марта 1996 г. — М.: Изд-во Академии управления МВД России, 1996. — С. 126—130
13. Хвыля-Олинтер А. И. и др. Меняемся «пальчиками». (О международном обмене дактилоскопической информацией) Информационный сборник № 22. — М.: Изд. Нац. центр. бюро Интерпола в России, 1997. С. 28-30.
14. Богданов Н. Н., Самищенко С. С., Хвыля-Олинтер А. И. Дерматоглифика серийных убийц // Вопросы психологии. — 1998. — № 4. — С. 61—65. Архивировано 4 марта 2016 года. (копия статьи)
15. Хвыля-Олинтер А. И. и др. Анализ папиллярных узоров «серийных» убийц. // Информатизация правоохранительных органов: Тез. докл. Ч.2. (Международная конф. 30 июня — 1 июля 1998, Москва). — М.: 1998.
16. Хвыля-Олинтер А. И. и др. Статистическая дактилоскопия (Методологические проблемы). Монография. Под ред. Эджубова Л. Г. — М.: Городец, 1999. 184 с.
17. Хвыля-Олинтер А. И. и др. Межрегиональный автоматизированный дактилоскопический массив помогает раскрывать преступления. Вестник МВД России, № 3-4, — М.:МВД России,1999. — С.32-38.
18. Хвыля-Олинтер А. И. Осторожно: «Криминон». Популярно-правовой альманах МВД России, № 1, — М.: Издательство Объединённой редакции МВД России, 2000. — С.19-21.
19. Хвыля-Олинтер А. И. Ваххабизм: вчера, сегодня, завтра. Популярно-правовой альманах МВД России, № 4, — М.: Издательство Объединённой редакции МВД России, 2000. — С.27-30.
20. Хвыля-Олинтер А. И. Специфика преподавания сравнительного богословия и сектоведения в православных миссионерских учебных заведениях. // Миссионерское обозрение. — № 3. — Белгород: Миссионерский отдел Московского Патриархата Русской Православной Церкви, 2002. — С.12-15.
21. Хвыля-Олинтер А. И. Размышления о «Русских цветах зла» (Об одном из направлений неправославной русской литературы). // Миссионерское обозрение. — № 10. — Белгород: Миссионерский отдел Московского Патриархата Русской Православной Церкви, 2002. — С.10-13.
22. Хвыля-Олинтер А. И. Проблемы духовной безопасности обществ и личности в миссионерской деятельности Русской Православной Церкви. // Миссионерское обозрение. — № 12. — Белгород: Миссионерский отдел Московского Патриархата Русской Православной Церкви, 2002. — С.8-19.
23. Хвыля-Олинтер А. И. Взгляд на духовность, нравственность и прогресс. // Миссионерское обозрение. — № 4. — Белгород: Миссионерский отдел Московского Патриархата Русской Православной Церкви, 2003. — С.20-22.
24. Хвыля-Олинтер А. И. Религиозные секты и духовная безопасность. «Профессионал» Популярно-правовой альманах МВД России, № 4 (54), — Москва: Объединённая редакция МВД России, 2003. — С. 32-35.
25. Хвыля-Олинтер А. И. Противоправные особенности деструктивных религиозных сект. «Профессионал» Популярно-правовой альманах МВД России, № 5 (55), — Москва: Объединённая редакция МВД России, 2003. — С. 42-45.
26. Хвыля-Олинтер А. И. Влияние религиозного фактора на формирование правового сознания // Гуманитарные науки и юридическое мировоззрение. Материалы межвузовской научно-практической конференции, 30 марта 2003 г., г. Белгород. — Белгород: Изд-во Белгород. юрид. ин-та МВД России, 2003. — С. 33-40
27. Хвыля-Олинтер А. И. Духовная безопасность и духовно-нравственное здоровье // Традиция. Духовность. Правосознание. Материалы Всероссийской научной конференции, 12-13 мая 2006 г. — Тюмень: Тюм. юрид. ин-т МВД России, 2006. — С. 97-100
28. Священник Андрей (Хвыля-Олинтер) Теологические критерии оценки духовно-религиозной ситуации в России// Человек в изменяющейся России: философская и междисциплинарная парадигмы: Материалы Всероссийской науч. конф. (г. Белгород, 4-7 окт. 2006 г.): в 2 ч. Ч. II. — Белгород: Изд-во БелГУ, 2007. — С.63-70
29. Хвыля-Олинтер А. И. Особенности радикальных направлений ислама// Пятый выпуск материалов научного семинара «Гуманитарная наука и высшие ценности РФ». — М.: Научный эксперт, 2007. — С. 76-107
30. Хвыля-Олинтер А. И. История России как поиск единства и многообразия свободы // Методология гуманитаристики и методика преподавания истории Отечества в высшей школе МВД России. Сборник материалов научно-практической конференции 02.04.2009. — Белгород: Белгородский юридический институт, 2009. — С.5-14
31. Якунин В. И., Сулакшин С. С., Симонов В. В., Багдасарян В. Э., Вилисов М. В., Куропаткина О. В., Нетесова М. С., Сазонова Е. С., Силантьев Р. А., Хвыля-Олинтер А. И., Ярутич А. Ю. Социальное партнерство государства и религиозных организаций. Монография. — М.: Научный эксперт, 2009. — 232 с. — ISBN 978-5-91290-040-2.
32. Хвыля-Олинтер, А. Методологические основы православного отношения к новым религиозным движениям христианской ориентации // Религия и право. — 2010. — N 2. — С. 25-31
33. Хвыля-Олинтер А. И. Оценка проекта «Ювенальная юстиция» (почти по Маяковскому) // Ювенальная юстиция (сущность и тревоги). О проблемах ювенальной юстиции: Материалы круглого стола. — М.: Научный эксперт, 2011. — С. 83-88
34. Хвыля-Олинтер А. И. Православная культура, правосознание, нравственность, патриотизм // Нравственные императивы в праве. Научный юридический журнал. — № 4. — 2011. — С.18-24

### Техно-рабочие материалы, научно-технические отчеты, патенты
1. Хвыля-Олинтер А. И. и др. Отчет по обследованию дактилоскопических картотек и следотек оперативно-справочного и криминалистического учетов ОВД (в 2-х книгах). — М.: ГНИЦУИ МВД СССР, 1984
2. Хвыля-Олинтер А. И. и др. Разработка и исследование методики построения специализированной фактографической информационно-поисковой системы и применение её для построения СФИПС для гильз патрона пистолета «ТТ». /Итоговый отчет. — М.: МИФИ, ГИЦ МВД СССР, 1984.
3. Хвыля-Олинтер А. И. и др. Техническое задание «Кримучет». — М.: ГИЦ МВД СССР, 1985.
4. Хвыля-Олинтер А. И. и др. Отчет по обследованию всесоюзной коллекции пуль, гильз и патронов со следами огнестрельного нарезного оружия, изъятых с мест совершения преступлений, а также отстрелянных из проверяемого оружия. — М.: ГНИЦУИ МВД СССР, 1985.
5. Хвыля-Олинтер А. И. и др. Отчет по обследованию всесоюзной картотеки поддельных денежных знаков. — М.: ГНИЦУИ МВД СССР, 1995.
6. Хвыля-Олинтер А. И. и др. Отчет по обследованию всесоюзной картотеки поддельных документов. — М.: ГНИЦУИ МВД СССР, 1985.
7. Хвыля-Олинтер А. И. и др. Технико-экономическое обоснование создания единой всесоюзной пулегильзотеки, всесоюзной картотеки под¬дельных денежных знаков, всесоюзной картотеки поддельных документов. — М.: ГНИЦУИ, ВНИИ МВД СССР, 1985.
8. Хвыля-Олинтер А. И. и др. Программно-математическая модель АФИПС «Кримучет» (в 2-х книгах). — М.: ГИЦ МВД СССР, 1986.
9. Хвыля-Олинтер А. И. и др. Отчет о совместных НИР ГИЦ и ВНИИ МВД СССР по совершенствованию всесоюзного криминалистического учета пуль и гильз по теме «Кримучет», — М.: ГИЦ МВД СССР, 1986.
10. Хвыля-Олинтер А. И. и др. Техническое задание (постановочное) на разработку автоматизированной дактилоскопической информационной системы (АДИС) МВД СССР. — М.: ГИЦ МВД СССР, 1986.
11. Хвыля-Олинтер А. И. и др. Заключительный отчет о НИР по теме «Кримучет». Т.1,2. -М.: ГИЦ МВД СССР, 1988.
12. Хвыля-Олинтер А. И. и др. Промежуточный отчет о НИР по теме «Сейф». Т.1,2. — М.: ГИЦ МВД СССР, 1989.
13. Хвыля-Олинтер А. И., Шмаков В. Л. Описание основных концепций метода «Сканер-Универсал». — М.: ГИЦ МВД СССР, информационный бюллетень N11, 1990, с.56- 59.
14. Хвыля-Олинтер А. И. и др. Рабочая документация первой очереди специализированной АИПС ТКН «Сейф». Программно-математическое, информационное и техническое обеспечение. — М.: ГУУР, ГИЦ МВД СССР, 1991.
15. Хвыля-Олинтер А. И., Шмаков В. Л. Патент N1812886 «Способ Сканер-универсал для кодирования отпечатков папиллярного узора». Действует с 7 июля 1993 года.
16. Хвыля-Олинтер А. И. и др. Патент N2005412 «Способ идентификации личности». Действует с 30 января 1994 года.[88]
17. Хвыля-Олинтер А. И. и др. Патент на полезную модель №:1553 Устройство для формирования изображения папиллярного узора. Действует с 16 января 1996 года[89]